# إمالة علة (تغير لفظي)
إمالة العلة عبارة عن التغير اللفظي المنتظم في تلفظ أصوات العلة في اللغة.
التحويل الكنعاني هو نموذج واضح لهذه الظاهرة في اللغات السامية، حين تغير صوت الألف الممدودة في اللغة السامية الأم
إلى صوت الواو الممدودة في اللغة الكنعانية الأم (التي هي قريبة من اللغة عبرية التوراتية).